# عميحاي شيكلي
عميحاي شيكلي (بالعبرية: עמיחי שיקלי؛ من مواليد 12 سبتمبر 1981)  سياسي إسرائيلي يشغل حاليًا منصب وزير شؤون الشتات الإسرائيلية. كان عضوًا في الكنيست الرابع والعشرين عن قائمة حزب يمين جديد (يمينا)، وفي الكنيست الخامس والعشرين عن حزب الليكود.

## السيرة
وُلِد شيكلي في القدس المحتلة عام 1981 لوالديه الحاخام إيتان شيكلي والفنان كاميل شيكلي، اللذين هاجرا من فرنسا. عاشت العائلة في كيبوتس حاناتون، وهو الكيبوتس الوحيد الذي أسسته حركة ماسورتي. حضرت العائلة خدمات الكنيس من تيارات مختلفة من اليهودية.
بعد الانتهاء من المدرسة الثانوية، أمضى عامًا في معيان باروخ حيث التحق بمعهد القيادة الاجتماعية. ثم انضم إلى الجيش الإسرائيلي وخدم في لواء غولاني ووحدة شاييتيت 13 البحرية. درس لاحقًا للحصول على درجة البكالوريوس في الأمن ودراسات الشرق الأوسط في أكاديمية القيادة التكتيكية، وبعد ذلك أصبح قائد سرية في وحدة إيجوز. بعد تركه الجيش بدأ الدراسة للحصول على درجة الماجستير في الدبلوماسية والأمن في جامعة تل أبيب. أثناء دراسته أسس أكاديمية تافور للقيادة الاجتماعية في نوف هجليل (الناصرة العليا) عام 2010.

## السياسة

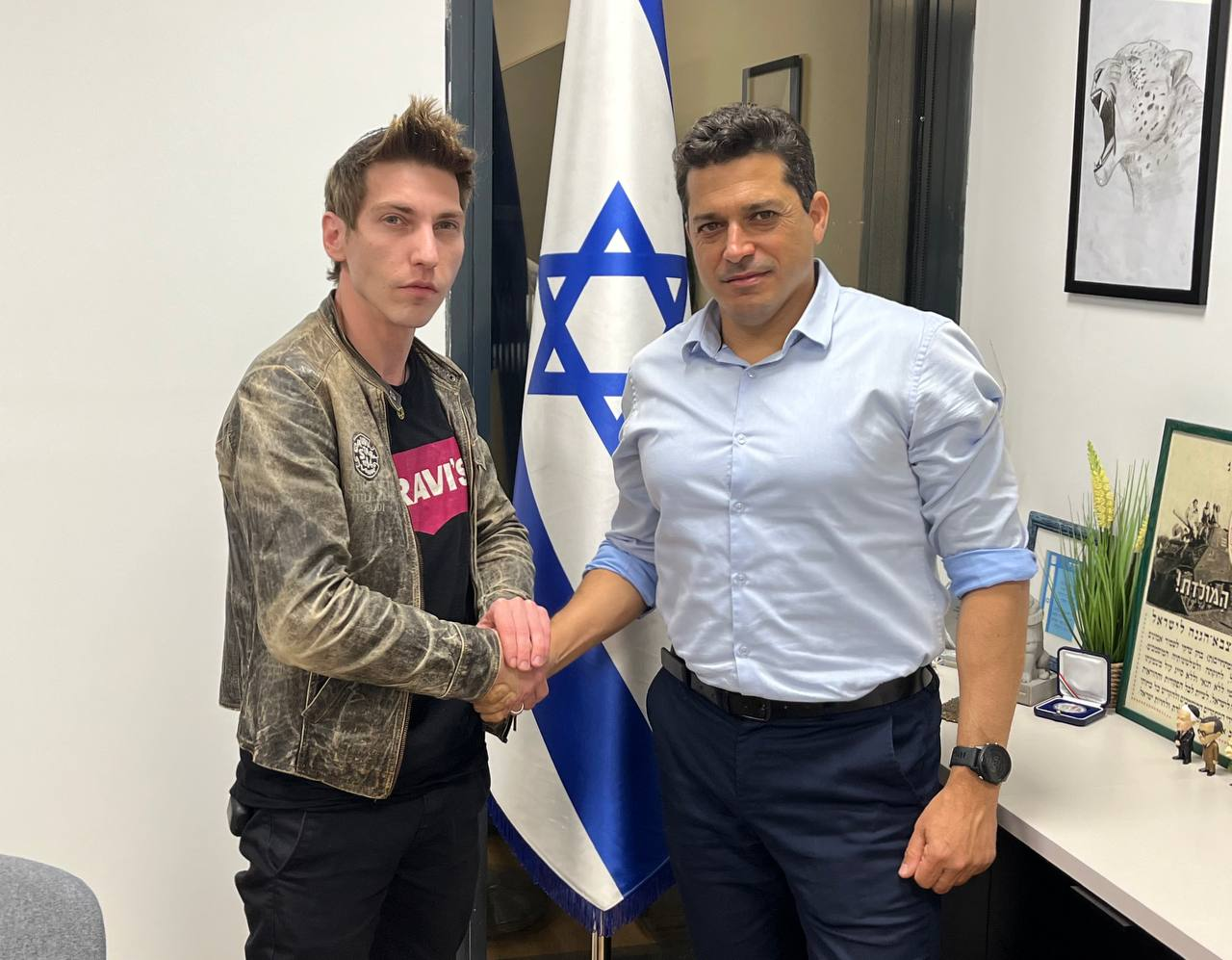
المدون الروسي الإسرائيلي عزرا مور وتشيكلي في عام 2024

عند دخوله السياسة، كان تشيكلي تاسعًا في قائمة يمين جديد لانتخابات أبريل 2019، لكن الحزب فشل في الفوز بمقعد. ثم جاء خامسًا في قائمة يمينا، لانتخابات 2021 وانتخب عضوًا في الكنيست (MK) عندما فاز يمينا بسبعة مقاعد. بعد انضمام يمينا إلى حكومة ائتلافية ضمت حزب ميرتس وحزبًا عربيًا، صوت تشيكلي ضد الحكومة الجديدة في تصويت تنصيبها في 13 يونيو 2021، وكان عضو الكنيست الوحيد عن يمينا الذي فعل ذلك. في يوليو 2021، صوت ضد قانون المواطنة والدخول إلى إسرائيل الذي من شأنه أن يمنع الفلسطينيين من الزواج من إسرائيليين والحصول على الجنسية، مما أدى إلى فشله في إقراره في تصويت متعادل 59-59.
صوّت تشيكلي ضد حزبه 754 مرة، وكان داعمًا للمعارضة بانتظام. في 25 أبريل/نيسان 2022، صوّتت لجنة في الكنيست بأغلبية 7-0 لصالح طلب من حزب يمينا بإعلانه "متقاعدًا"، ما يعني أنه لا يمكنه الترشح للكنيست إلا ضمن حزب جديد. وكان تشيكلي ثالث عضو في الكنيست يُعلن متقاعدًا.
استقال شيكلي من الكنيست في يوليو 2022 للترشح على قائمة الليكود في الانتخابات التشريعية لعام 2022، وحصل على المركز الرابع عشر في القائمة. استبعد القاضي إسحاق أميت، رئيس اللجنة المركزية للانتخابات، شيكلي في البداية من الترشح على قائمة الليكود بناءً على الادعاء بأن شيكلي انتهك قانون الانتخابات باستقالته من الكنيست بعد بضعة أشهر فقط من إعلان انسحابه من حزبه. استأنف الليكود إلى المحكمة العليا، التي ألغت استبعاده في 9 أكتوبر. انتُخب لاحقًا للكنيست وأدى اليمين في 29 ديسمبر، قبل أن يستقيل في 17 يناير 2023 بموجب القانون النرويجي بعد تعيينه وزيرًا لشؤون الشتات ومكافحة معاداة السامية. شغل منصب وزير المساواة الاجتماعية في الفترة من 2022 إلى 2024. استقال من وزارة المساواة الاجتماعية في يناير 2024 في محاولة لخفض الإنفاق الحكومي وسط حرب غزة.